# Aaron Mitchell
Aaron Mitchell, né le 12 septembre 1969 à Welsh, en Louisiane, est un joueur et entraîneur américain naturalisé autrichien de basket-ball. Il évolue au poste de meneur.

## Palmarès
- Coupe d'Autriche 2009